# Thalassodes intaminata
Thalassodes intaminata är en fjärilsart som beskrevs av Inoue 1971. Thalassodes intaminata ingår i släktet Thalassodes och familjen mätare. Inga underarter finns listade i Catalogue of Life.